# Tierra de Crocker
La Tierra de Crocker (en inglés, Crocker Land) fue el nombre que el explorador estadounidense Robert Peary le dio a una masa de tierra que creyó ver, durante una expedición en el Ártico en 1906, en el lejano noroeste desde la cima del cabo Thomas Hubbard, el extremo septentrional de la isla Axel Heiberg. La llamó así en honor del difunto George Crocker, del «Club Ártico Peary» (Peary Arctic Club). Peary estimó que la tierra estaría a unas 130 millas náuticas, alrededor de los 83°N, 100°O.
Ahora se sabe que no hay tierra en ese lugar y que lo que Peary realmente vio casi seguro que se trataba de un espejismo, seguramente el efecto Fata Morgana.
En 1913, Donald Baxter MacMillan organizó una malograda Expedición Tierra de Croker («Crocker Land Expedition») y se dispuso a buscar la Tierra de Crocker. Huelga decir que no fue encontrada y que la expedición fue un desastre. El capitán del primer barco se embriagó y encalló en las rocas. Más tarde, un guía inuit fue muerto a tiros por uno de los miembros de la expedición en circunstancias sospechosas. El objetivo de la expedición finalmente fue abandonado y los miembros de la misma no fueron rescatada hasta cuatro años más tarde.
Aunque la existencia de la Tierra de Crocker ha sido completamente descartada por la moderna fotografía aérea, algo que ya se sabía desde los vuelos aéreos realizados por la Expedición Ártica MacGregor en 1937-38, algunas pseudo-organizaciones científicas aún intentar presentar un caso de su posible existencia.